# Zwei Bayern in Bonn
Zwei Bayern in Bonn ist ein deutscher Spielfilm aus dem Jahr 1962 im Gewand eines derben, bayerischen Filmschwanks. Die Titelrollen verkörpern Beppo Brem und Hans Fitz.

## Handlung
Die Geschichte beginnt in dem fiktiven, oberbayerischen Grenzort Dipflingen an der Dipfe, im Schatten des Obersalzberges in unmittelbarer Nähe zur österreichischen Grenze. Hier scheint die Welt zu Beginn der 1960er-Jahre noch in Ordnung bis eines Tages ein Mercedes-Benz mit Bonner Kennzeichen im Dorf auftaucht. Rasch macht ein Gerücht die Runde: im Ort soll ein Atommeiler entstehen. Dieser Bauplan spaltet die Gemeinde in zwei Lager; in das des Bürgermeisters Vinzenz Kreithuber und das des Dorfwirts Josef Prechtl. Sieht der eine darin die Chance für eine neue Aufbruchstimmung im Ort so betrachtet der andere den angeblichen Bonner Plan als eine große Gefahr. Es entbrennt ein Dorfstreit vom Feinsten, bei dem sich die Kontrahenten rasch in den Haaren liegen. Es hilft nichts: Nix genaues weiß man nicht, und daher beschließen die bajuwarischen Hinterwäldler, ins „sündige“ Bonn zu fahren, um dort für Aufklärung ob der Pläne der Bundesregierung zu sorgen.
Bonn ist mit seinen Nachtbars und den dort halbnackt auftretenden Frauen für die beiden Provinzler eine einzige große Versuchung Dazu kommt auch noch, dass sie sich mit den Fallstricken der Politik nicht auskennen und bei Behörden und Ministerien den Eindruck absoluter Volltrottel hinterlassen. Doch in der Politik sieht’s nicht besser aus: der für das Anliegen der zwei Bayern in Bonn zuständige Mann, der „Atomminister“, ist ein etwas verwirrte, alter Zausel, der noch weniger Bescheid weiß, als die beiden Einfaltspinsel. Am Ende stellt sich alles nur als ein großes Missverständnis heraus: Der Mann aus Bonn war lediglich der Ministerialbeamte Regierungsrat Dr. Bodo Blücher, der hier lustwandelte und später sogar auf amouröse Abwege geriet. Schließlich ist die Änderung des Dipfe-Flussverlaufs das einzige einschneidende Ereignis, das auf die Dipflinger zukommt, denn ab sofort gehören sie zu Österreich!

## Produktionsnotizen
Zwei Bayern in Bonn entstand im Frühjahr 1962 in Marktschellenberg (Oberbayern) und in der Bundeshauptstadt Bonn. Der Film wurde am 17. August 1962 in die Kinos gebracht. Peter Berling hatte die Produktionsleitung. Die Filmbauten schuf Peter Scharff. Für die Schauspielveteranin Lucie Englisch war dies der vorletzte Kinofilm-Auftritt.

## Kritiken
In Filme 1962/64 ist folgendes zu lesen: „Versuch einer Parodie mit allerbilligsten Mitteln. […] Eine Zumutung in jeder Hinsicht.“
Paimann’s Filmlisten resümierte: „Dieses, größere Möglichkeiten aufweisende Thema bleibt im Geleise der dörflichen Hetz und lebt von Persönlichem der mitwirkenden Komiker. […] Wirkung: Ganz erheiternd.“
Im Lexikon des Internationalen Films heißt es: „Ungewöhnlich sorg- und stilloses Lustspiel der 60er Jahre, in dem schon zur Entstehungszeit weder Parodie noch Witz funktionierten.“